# Berkhof Duvedec

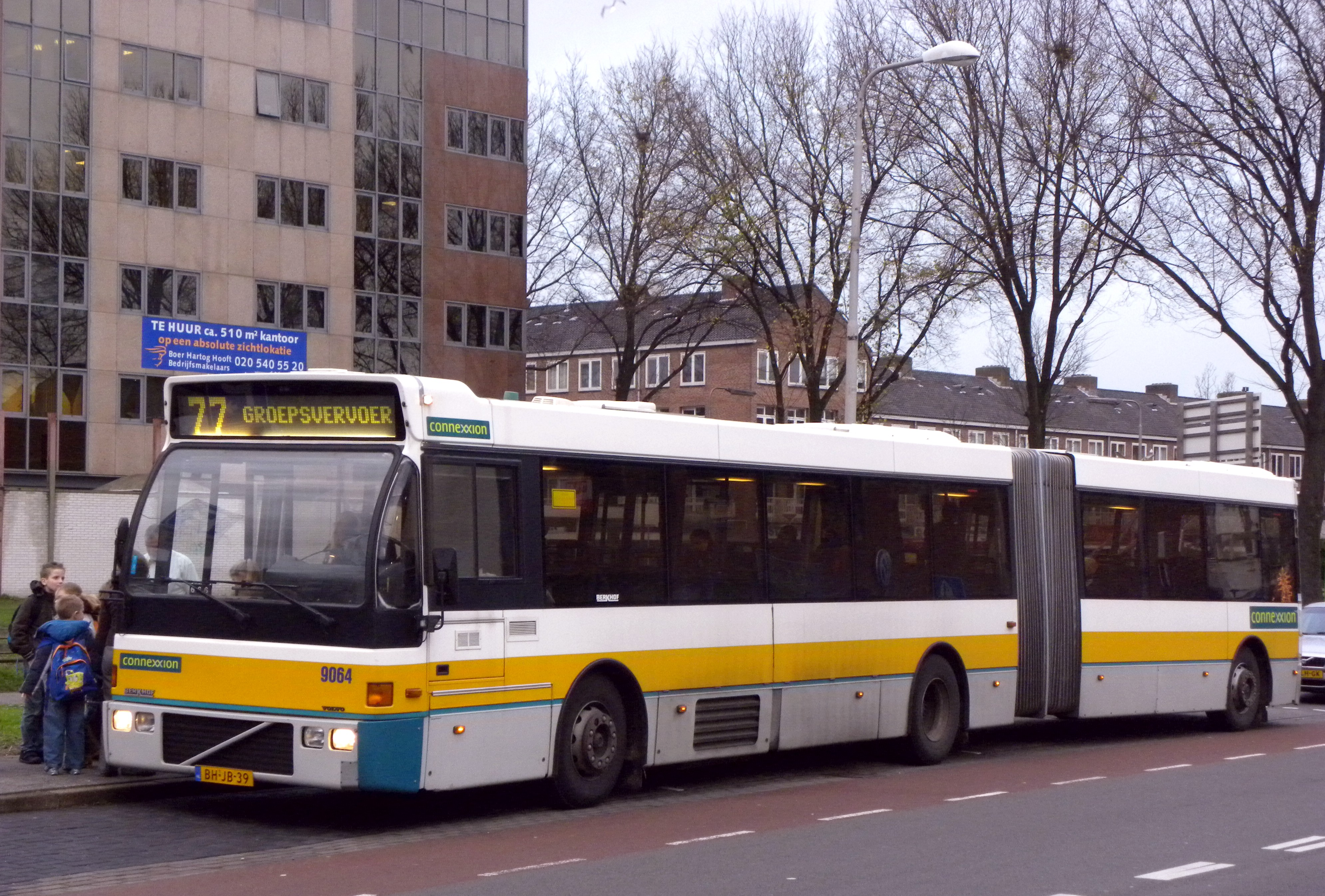
Een gelede Berkhof Duvedec in dienst bij Connexxion

De Berkhof Duvedec is naast de Berkhof 2000NL de opvolger van de door Hainje ontwikkelde Standaardbus 2000 (ST2000). 
Hainje liet ontwerpbureau Duvedec in 1989 een nieuwe kop voor de bus ontwikkelen. Van het vernieuwde model Hainje ST2000 Duvedec werd een groot aantal exemplaren verkocht. De naam van de fabrikant veranderde al snel in Berkhof, aangezien dat Valkenswaardse bedrijf in 1989 het Heerenveense Hainje had overgenomen. 
De opbouw van Hainje, later Berkhof, werd aanvankelijk alleen op een DAF-chassis geleverd, maar al snel volgde ook een Volvo-variant. Ook het in Nederland tamelijk kleine Scania bouwde enkele series bussen met deze opbouw voor de stadsdienst Zwolle. Op een Volvo-chassis werd ook een gelede uitvoering ontwikkeld. In 1992 werd de naam van de ST2000 veranderd in Berkhof Europa 2000. Een jaar later werd het ontwerp licht aangepast en werd de definitieve naam Berkhof Duvedec. In de volksmond werd de bus vaak kortweg Duvedec genoemd. Het model werd een groot succes en in grote delen van Nederland een bekende verschijning. In 2000 werden de laatsten geleverd. De meeste bussen werden opgebouwd op Volvo-chassis, maar enkelen stonden op DAF-onderstel. De meeste DAFs hadden vreemd genoeg wel de voor Volvo zo kenmerkende schuine streep over de grill. Op het Volvo-chassis werden veel gelede bussen gebouwd.
Inmiddels is het overgrote deel van de Duvedec's die bij de Nederlandse vervoerbedrijven reden geëxporteerd naar het buitenland.

## Inzet
| Vervoerder         | Serie                 | Type                                 | Concessie(s)                                                             | Opmerkingen                               | Afbeelding |
| ------------------ | --------------------- | ------------------------------------ | ------------------------------------------------------------------------ | ----------------------------------------- | ---------- |
| Arriva             | 41-68                 | Volvo Duvedec                        | Meijerij                                                                 | Ex-RET                                    |            |
| Arriva             | 6313 - 6324           | Volvo Duvedec 10m                    | Friesland                                                                | ex-FRAM                                   |            |
| Arriva             | 6340 - 6345           | Volvo Duvedec 10m                    | Friesland                                                                | ex-FRAM                                   |            |
| Arriva             | 7657 - 7661           | Volvo Duvedec G                      | Friesland                                                                | ex-FRAM                                   |            |
| Arriva             | 7668 - 7672           | Volvo Duvedec G                      | Friesland                                                                | ex-FRAM                                   |            |
| Arriva             | 7752 - 7757           | Volvo Duvedec GÜ                     | Friesland                                                                | ex DVM                                    |            |
| Arriva             | 7758 - 7759           | Volvo Duvedec GÜ                     | Friesland                                                                | ex NWH                                    |            |
| AMZ Borssele       | 384                   | Volvo Duvedec G                      | Zeeland                                                                  | Ex-Arriva 7661                            |            |
| Connexxion         | 1960 - 1963           | Hainje Duvedec                       | Zaanstreek                                                               | ex-NZH                                    |            |
| Connexxion         | 4633 - 4676           | Volvo Duvedec Ü                      | Waterland en Noord-Holland                                               | ex-NZH                                    |            |
| Connexxion         | 4802 - 4832           | Volvo Duvedec                        | Haarlem/Amsterdam                                                        | ex-NZH                                    |            |
| Connexxion         | 4858 - 4882           | Volvo Duvedec                        | Haarlem/Amsterdam                                                        | ex-NZH                                    |            |
| Connexxion         | 7132 - 7141           | Volvo Duvedec G                      | Zaanstreek, Amstelland-Meerlanden                                        | ex-NZH                                    |            |
| Connexxion         | 7160 - 7188           | Volvo Duvedec G                      | Amstelland-Meerlanden                                                    | ex-NZH                                    |            |
| Connexxion         | 7683 - 7697           | Volvo Duvedec G                      | Waterland                                                                | ex-NZH                                    |            |
| Connexxion         | 7719 - 7738           | Volvo Duvedec GÜ                     | Waterland (7719 Haarlem)                                                 | ex-NZH                                    |            |
| Connexxion         | 7800 - 7814           | Volvo Duvedec G                      |                                                                          | Sommige bussen naar Connexxion Tours      |            |
| Connexxion         | 7818 - 7837           | Volvo Duvedec G                      | Amstelland-Meerlanden                                                    | Sommige bussen naar Connexxion Tours      |            |
| Connexxion         | 9000 - 9014           | Volvo Duvedec G                      | Waterland, Almere, Amstelland-Meerlanden, Amsterdam, Noord-Holland Noord | ex-NZH                                    |            |
| Connexxion         | 9041 - 9094           | Volvo Duvedec G                      | Waterland, Almere, Amstelland-Meerlanden, Amsterdam, Noord-Holland Noord | ex-Midnet (9041-9049), ex-NZH (9050-9059) |            |
| GVB                | 377 - 396 (1989)      | Volvo Hainje/Berkhof Duvedec         | Amsterdam                                                                | 387 - 396 snelloper en 2 deurs            |            |
| GVB                | 406 - 415 (1990)      | Volvo Hainje/Berkhof Duvedec         | Amsterdam                                                                |                                           |            |
| GVB                | 416 - 435 (1991-1992) | Volvo Hainje/Berkhof Duvedec         | Amsterdam                                                                |                                           |            |
| GVB                | 471 - 485 (1992)      | Volvo Hainje/Berkhof Duvedec G       | Amsterdam                                                                |                                           |            |
| GVB                | 486 - 495 (1991)      | Volvo Hainje/Berkhof Duvedec G       | Amsterdam                                                                |                                           |            |
| GVB                | 496 - 504 (1990)      | Volvo Hainje/Berkhof Duvedec G       | Amsterdam                                                                |                                           |            |
| GVB                | 505 - 519 (1989)      | Volvo Hainje/Berkhof Duvedec G       | Amsterdam                                                                |                                           |            |
| Pouw Vervoer       | 340 - 343             | Volvo Duvedec G                      | Treinvervangend vervoer, Provincie Utrecht                               | ex-Connexxion 9051, 9069 - 9070, 9084     |            |
| RET                | 440 - 459             | Berkhof Duvedec, Den Oudsten Duvedec | Rotterdam                                                                |                                           |            |
| RET                | 480 - 499             | Berkhof Duvedec, Den Oudsten Duvedec | Rotterdam                                                                |                                           |            |
| RET                | 501 - 518             | Volvo Duvedec G                      | Rotterdam                                                                |                                           |            |
| RET                | 601 - 699             | Volvo Duvedec                        | Rotterdam                                                                |                                           |            |
| Smit Reizen        | 12                    | Volvo Duvedec G                      | IJsselmond                                                               | Ex Connexxion                             |            |
| Smit Reizen        | 17                    | Volvo Duvedec G                      | IJsselmond                                                               | Ex Connexxion                             |            |
| Smit Reizen        | 9044                  | Volvo Duvedec G                      | IJsselmond                                                               |                                           |            |
| Smit Reizen        | 9060                  | Volvo Duvedec G                      | IJsselmond                                                               |                                           |            |
| South West Tours   | 70-71                 | Volvo Duvedec                        | Treinvervangend vervoer                                                  | ex-Connexxion 7179, 7725                  |            |
| South West Tours   | 78                    | Volvo Duvedec                        | Treinvervangend vervoer                                                  | ex-Pouw, exex-Connexxion 9069             |            |
| Syntus             | 3401 - 3403           | Volvo Duvedec G                      | Twente                                                                   |                                           |            |
| TCR                | 57                    | Berkhof Duvedec                      | HWGO                                                                     |                                           |            |
| Van Vlastuin Tours | VK-03-LH              | Volvo Duvedec                        |                                                                          | Ex-Connexxion 7725                        |            |